# Albino Crespi
Albino Crespi (Busto Arsizio, 3 gennaio 1930 – Monza, 29 ottobre 1994) è stato un ciclista su strada italiano.
Professionista dal 1952 al 1956, vinse una tappa al Giro d'Italia 1953.

## Palmarès
- 1952 (Benotto, una vittoria)

Coppa Mostra del Tessile
- 1953 (Benotto, una vittoria)

3ª tappa Giro d'Italia (Rimini > San Benedetto del Tronto)
- 1955 (Atala-Pirelli, una vittoria)

Coppa Città di Busto Arsizio

## Piazzamenti

### Grandi giri
- Giro d'Italia

1953: ritirato
1954: ritirato

### Classiche
- Milano-Sanremo

1953: 37º
1955: 51º
1957: 74º
- Parigi-Roubaix

1953: 24º
- Giro di Lombardia

1954: 31º
1955: 11º